# Meshari Suroor Saad
Meshari Suroor Saad (* 2. Juli 1987) ist ein kuwaitischer Leichtathlet, der sich auf das Kugelstoßen spezialisiert hat.

## Sportliche Laufbahn
Erste internationale Erfahrungen sammelte Meshari Suroor Saad bei den Asienmeisterschaften 2005 in Incheon, bei denen er mit 16,79 m den elften Platz belegte. Anschließend wurde er bei den Panarabischen Spielen in Tunis mit 17,20 m Fünfter, wie auch bei den Hallenasienspielen in Bangkok mit 17,21 m. Im Jahr darauf gewann er bei den Hallenasienmeisterschaften in Pattaya mit einer Weite von 17,29 m die Silbermedaille hinter dem Thailänder Sarayudh Pinitjit. Bei den Juniorenweltmeisterschaften in Peking erreichte er mit 19,79 m den fünften Platz und wurde bei den Asienspielen in Doha mit 17,22 m Zehnter. 2007 belegte er bei den Arabischen Meisterschaften in Amman den sechsten Platz und wurde bei den Asienmeisterschaften ebendort mit 17,29 m Siebter. Bei den Hallenasienspielen in Macau erreichte er mit 17,29 m Rang fünf. 2008 belegte er bei den Hallenasienmeisterschaften in Doha mit 17,61 m den sechsten Platz und 2009 gewann er bei den Arabischen Meisterschaften in Damaskus mit 18,81 m die Silbermedaille. Anschließend belegte er bei den Asienmeisterschaften in Guangzhou mit 18,51 m den siebten Platz und wurde bei den Hallenasienspielen in Hanoi mit 18,43 m Vierter. Im Jahr darauf gewann er bei den Hallenasienmeisterschaften in Teheran mit 18,78 m die Silbermedaille hinter dem Inder Satyender Singh.
2011 siegte er mit 19,15 m bei den Panarabischen Meisterschaften in al-Ain und 2013 gewann er bei den Islamic Solidarity Games in Palembang mit 18,59 m die Silbermedaille hinter dem Saudi Sultan al-Habashi. 2014 wurde er bei den Hallenasienmeisterschaften in Hangzhou mit 18,26 m Vierter und belegte bei den Asienspielen in Incheon mit 18,64 m den sechsten Platz. 2017 gelang ihm bei den Asienmeisterschaften in Bhubaneswar kein gültiger Versuch, wie auch bei den Hallenasienmeisterschaften in Teheran im Jahr darauf. 2019 gewann er bei den Arabischen Meisterschaften in Kairo mit 19,08 m die Bronzemedaille und wurde bei den Asienmeisterschaften in Doha mit 18,62 m Siebter. 2021 gelangte er bei den Arabischen Meisterschaften in Radès mit 17,69 m auf Rang vier und im Jahr darauf wurde er bei den Islamic Solidarity Games in Konya mit 18,82 m Fünfter.
In den Jahren 2009, 2016 und 2021 wurde Saad kuwaitischer Meister im Kugelstoßen.

## Persönliche Bestzeiten
- Kugelstoßen: 19,54 m, 30. September 2016 in Kuala Lumpur (Kuwaitischer Rekord)
- Kugelstoßen (Halle): 18,78 m, 25. Februar 2010 in Teheran